# Sakya
Il Sakya o Sakyapa (tibetano: ས་སྐྱ་, Wylie: Sa skya, "terra pallida") è una delle quattro principali scuole del Buddismo tibetano, le altre essendo il Nyingma, il Kagyu e il Gelug. Insieme al Nyingma e al Kagyu è una delle cosiddette sette dei Berretti Rossi (dal colore dei berretti indossati dai monaci).

## Origini
Il nome Sakya ("terra pallida") deriva dal peculiare paesaggio grigio delle Colline Ponpori nel Tibet meridionale, vicino a Shigatse, dove il Monastero di Sakya, primo monastero di questa tradizione e sede della Scuola Sakya, fu costruito da Khön Könchog Gyalpo (1034–1102) nel 1073.
La tradizione Sakya si sviluppò durante il secondo periodo di traduzione delle scritture buddhiste dal sanscrito in tibetano alla fine dell'XI secolo. Fu fondata da Drogmi, un famoso studioso e traduttore che aveva studiato all'università di Vikramashila direttamente sotto la guida di Naropa, Ratnakarashanti, Vagishvakirti e altri grandi pandita dell'India per dodici anni.
Konchog Gyalpo diventò discepolo di Drogmi su consiglio di suo fratello maggiore.
La tradizione fu istituita dai "Cinque Venerabili Supremi Maestri" a cominciare dal nipote di Khonchog Gyalpo, Kunga Nyingpo, che divenne noto come Sachen, o "Grande Sakyapa":
- Sachen Kunga Nyingpo (1092–1158)
- Sonam Tsemo (1142–1182)
- Drakpa Gyaltsen (1147–1216)
- Sakya Pandita (1182–1251)
- Chogyal Pakpa (1235–1280)

Buton Rinchen Drub (1290–1364) fu un importante studioso e scrittore e uno dei più celebrati storici del Tibet. Altri notevoli studiosi della tradizione Sakya sono i cosiddetti "Sei Ornamenti del Tibet":
- Yaktuk Sangyey Pal
- Rongton Sheja Kunrig (1367–1449)
- Ngorchen Kunga Zangpo
- Zongpa Kunga Namgyel
- Gorampa Sonam Senge (1429–1489)
- Shakya Chogden (1428–1507)

La guida della Scuola Sakya è tramandata attraverso un sistema ereditario tra i membri maschi del ramo Sakya della famiglia Khön.

## Insegnamenti

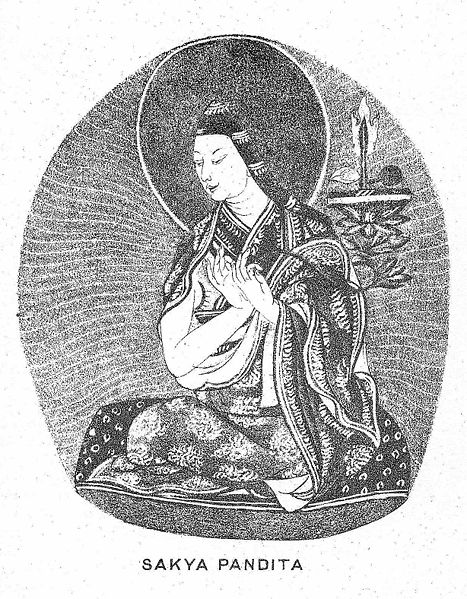
Sakya Pandita

Sachen, il primo dei cinque supremi maestri, ereditò un patrimonio di dottrine tantriche dai numerosi traduttori tibetani o lotsawa che avevano visitato l'India, i più importanti erano: Drokmi Lotsawa, Bari Lotsawa e Mal Lotsawa. Da Drokmi viene l'insegnamento supremo del Sakya, il sistema di Lamdré (lam 'bras) o il "Sentiero e il suo Frutto", che deriva dal mahāsiddha Virupa, basato sul Hevajra Tantra. Mal Lotsawa introdusse nel Sakya il lignaggio esoterico Vajrayogini conosciuto come "Naro Khachoma". Da Bari Lotsawa vennero innumerevoli pratiche tantriche, la principale delle quali fu il ciclo di pratiche note come i Cento Sadhana. Altre trasmissioni chiave che formano parte del curriculum spirituale Sakya comprendono i cicli di Vajrakilaya, Mahakala e Guhyasamaja.
Il quarto patriarca Sakya, Sakya Pandita, fu notevole per la sua eccezionale erudizione e compose molti importanti ed influenti testi su sutra e tantra, compresi Chiarire il Pensiero del Saggio e Discriminare i Tre Voti.
Il principale sistema del Dharma della scuola Sakya è il "Sentiero con il Suo Risultato" [lam dang 'bras bu bcas], che è diviso in due lignaggi principali, "Spiegazione per l'Assemblea" (tshogs bshad) e "Spiegazione per i Discepoli Vicini" (slobs bshad).
L'altro maggiore sistema del Dharma della scuola Sakya è la "Spiegazione per i Discepoli" Nāropā Khechari (Naro mkha spyod slob bshad).

## Sottoscuole
A tempo debito, emersero due sottosette dal lignaggio principale del Sakya:
- Ngor, fondata a Tsang da Ngorchen Kunga Zangpo (1382–1457). La scuola Ngor è concentrata attorno al monastero Ngor Evam Choden. Rappresenta l'85% della scuola Sakyapa e la maggior parte se non tutti i monasteri in India sono Ngorpa, a parte il monastero di Sakya Trizin.
- Tshar, fondata da Tsarchen Losal Gyamtso (1496–1560 o 1502–1556).

C'erano tre monasteri "madre" della scuola Sakya: il Monastero di Sakya, fondato nel 1073, Ngor Evam Choden, fondato nel 1429, e Phanyul Nalendra a Phanyul, a nord di Lhasa, fondato nel 1435 da Kuntchen Rongten. Nalendra divenne la sede del "lignaggio sussurrato" della scuola Tsar.

## Signoria feudale sul Tibet
I Mongoli invasero il Tibet dopo la fondazione del loro impero all'inizio del XIII secolo. Nel 1264 il regno feudale del Tibet fu dato a Phagpa dall'imperatore mongolo Kublai Khan. I lama Sakya continuarono a fungere da viceré del Tibet per conto degli imperatori Yuan per quasi 75 anni dopo la morte di Phagpa (1280), finché la dinastia Yuan fu grandemente indebolita dalla Rivolta dei Turbanti Rossi negli anni 1350, un decennio prima che la dinastia Ming fondata da Cinesi nativi rovesciasse il dominio mongolo in Cina. I capi del regime Sakya furono i seguenti.
- Phagpa 1253-1280
- Dharmapala Raksita 1280-1282, m. 1287
- Jamyang Rinchen Gyaltsen 1286-1303
- Zangpo Pal 1306-1323
- Khatsun Namka Lekpa Gyaltsen 1325-1341
- Jamyang Donyo Gyaltsen 1341-1344
- Lama Dampa Sonam Lotro Gyaltsen 1344-1347
- Lotro Gyaltsen 1347-1365

## Il Sakya oggi
Il capo della scuola Sakya, noto come Sakya Trizin ("detentore del trono Sakya"), è sempre tratto dalla linea maschile della famiglia Khön. L'attuale Sakya Trizin, Ngawang Kunga Tegchen Palbar Trinley Samphel Wanggi Gyalpo, nato a Tsedong nel 1945, è il quarantunesimo a tenere quella carica. Il 41º Sakya Trizin è la reincarnazione di due grandi maestri tibetani: un lama Nyingmapa noto come Apong Terton (Orgyen Thrinley Lingpa), che è famoso per il suo ciclo sulla Tara Rossa, il 39º Kyabgon Sakya Trizin Dhagtshul Thrinley Rinchen (1871–1936). Oggi, egli risiede a Rajpur (India) insieme a sua moglie, Gyalyum Kushok Tashi Lhakyi, e ai due figli Ratna Vajra Rinpoche e Gyana Vajra Rinpoche. Ratna Vajra Rinpoche, essendo il figlio maggiore, è il detentore del lignaggio ed è sposato con Dagmo Kalden Dunkyi Sakya, mentre Gyana Vajra Rinpoche è sposato con Dagmo Sonam Palkyi Sakya.
Tradizionalmente la successione ereditaria si alterna tra i due palazzi Sakya fin dal regno di Khon Könchok Gyelpo (1034–1102). La sottodinastia Ducho di Sakya sopravvive divisa in due palazzi, il Dolma Phodrang e il Phuntsok Phodrang. Sakya Trizin è il capo del Dolma Phodrang. Jigdal Dagchen Sakya (n. 1929) è il capo del Phuntsok Phodrang, e vive a Seattle (Washington), dove co-fondò il Monastero Sakya del Buddismo tibetano con Dezhung Rinpoche III, e costruì il primo monastero buddhista tibetano negli Stati Uniti. Il padre di Dagchen Sakya fu il precedente Sakya Trizin, Trichen Ngawang Thutop Wangchuk, dentetore del trono di Sakya, e sua madre Dechen Drolma. Dagchen Sakya è sposato con Sua Eminenza Dagmo Jamyang Kusho Sakya; hanno cinque figli e vari nipoti.
I membri dei Collegi Sakya sono chiamati Zhoima Pochang (tibetano: ལ་མ་་ང༌།; ZYPY: Zhöma Pochang).

## Il movimento Rimé
Durante il XIX secolo il grande maestro e tertön Sakya Jamyang Khyentse Wangpo, il famoso maestro Kagyu Jamgon Kongtrul Lodro Thaye e l'importante terton Nyingma Orgyen Chokgyur Lingpa fondarono il movimento Rimé, un tentativo ecumenico di incorporare tutti gli insegnamenti di tutte le scuole, per superare la separazione della trasmissione buddhista in tradizioni diverse.
Questo movimento influenza ancora la moderna pratica buddhista tibetana attraverso i "cinque grandi tesori" di Jamgon Kongtrul e il tesoro degli insegnamenti riscoperti (Rinchen Terdzöd).